# Шансы
Шансы́ (кит. упр. 上思, пиньинь Shàngsī) — уезд городского округа Фанчэнган Гуанси-Чжуанского автономного района (КНР).

## История
Во времена империи Сун была создана Шансыская область (上思州). Во времена империи Цин в 1892 году она была преобразована в Шансыский непосредственно управляемый комиссариат (上思直隶厅). После Синьхайской революции в Китае была проведена реформа структуры административного деления, в ходе которой комиссариаты были упразднены, и поэтому в 1913 году Шансыская область была преобразована в уезд Шансы.
После вхождения этих мест в состав КНР в конце 1949 года был образован Специальный район Наньнин (南宁专区) провинции Гуанси, и уезд вошёл в его состав. В 1951 году Специальный район Наньнин был расформирован, и уезд перешёл в состав Специального района Лунчжоу (龙州专区), тогда же переименованного в Специальный район Чунцзо (崇左专区). В декабре 1952 года в провинции Гуанси был создан Гуйси-Чжуанский автономный район (桂西壮族自治区), и Специальный район Чунцзо вошёл в его состав.  Впоследствии в 1953 году Специальный район Чунцзо был объединён со Специальным районом Биньян (宾阳专区), образовав Специальный район Юннин (邕宁专区). Затем Специальный район Юннин был расформирован, а входившие в его состав административные единицы были напрямую подчинены властям Гуйси-Чжуанского автономного района. 
В 1956 году Гуйси-Чжуанский автономный район был переименован в Гуйси-Чжуанский автономный округ (桂西僮族自治州). В 1957 году был вновь создан Специальный район Юннин. В 1958 году автономный округ был упразднён, а вся провинция Гуанси была преобразована в Гуанси-Чжуанский автономный район. Специальный район Юннин был в 1958 году расформирован, и был опять создан Специальный район Наньнин. 
В 1965 году был создан Специальный район Циньчжоу (钦州专区), и уезд перешёл в его состав. В 1971 году Специальный район Циньчжоу был переименован в Округ Циньчжоу (钦州地区).
Постановлением Госсовета КНР от 23 мая 1993 года был образован городской округ Фанчэнган, и уезд перешёл в его состав. 

## Административное деление
Уезд делится на 2 посёлка, 5 волостей и 1 национальную волость.